# Peter Thorne (calciatore)
Peter Lee Thorne (Urmston, 21 giugno 1973) è un ex calciatore inglese, di ruolo attaccante.

## Carriera
Tra il 1991 ed il 1995 è tesserato del Blackburn, club della prima divisione inglese: nelle prime 2 stagioni gioca nelle giovanili, mentre dal 1993 al 1995 è aggregato alla prima squadra, in cui comunque gioca solamente una partita ufficiale, il 14 agosto 1994, quando subentra dalla panchina al 64' nel Charity Shield perso per 2-0 contro il Manchester Utd a Wembley. Nell'arco di queste stagioni trascorre anche un breve periodo in prestito al Wigan, club di quarta divisione, con cui nella parte finale della stagione 1993-1994 gioca 11 partite di campionato. Nella seconda parte della stagione 1994-1995 viene ceduto a titolo definitivo allo Swindon Town, con cui realizza 9 reti in 20 partite di campionato, non riuscendo comunque ad evitare la retrocessione in terza divisione del club, con cui in compenso raggiunge le semifinali di Coppa di Lega, risultato a cui contribuisce realizzando 2 reti in altrettante presenze nella competizione. L'anno seguente con 10 reti in 26 presenze contribuisce all'immediato ritorno del club in seconda divisione, categoria nella quale nella stagione 1996-1997 mette a segno 8 reti in 31 presenze.
Nell'estate del 1997 passa allo Stoke City, altro club di seconda divisione, con cui mette a segno 12 reti in 36 partite nel campionato 1997-1998, che si conclude con la retrocessione in terza divisione delle Potteries; l'anno seguente realizza 9 reti in 34 presenze in questa categoria, mentre nella stagione 1999-2000 oltre a vincere un Football League Trophy realizza 24 reti in 45 partite di campionato, a cui aggiunge 16 reti in 38 partite nel campionato successivo. Nella stagione 2000-2001 realizza invece 4 reti in 5 presenze per poi essere ceduto al Cardiff City, altro club di terza divisione, con cui nella rimanente parte della stagione mette a segno 8 reti in 26 presenze. Nella stagione 2002-2003 vince invece i play-off di terza divisione, dopo aver segnato 13 reti in 46 partite di campionato; nella stagione 2003-2004 torna quindi nuovamente a giocare in seconda divisione, categoria nella quale va a segno per 13 volte in 23 presenze. L'anno seguente, che è anche il suo ultimo nel Cardiff City, gioca con maggior regolarità e va nuovamente in doppia cifra di reti segnate: chiude infatti il campionato con 31 presenze e 12 reti. Tra il 2005 ed il 2007 gioca ancora in seconda divisione, con la maglia del Norwich City, ma con un ruolo da comprimario: nell'arco di 2 stagioni segna infatti solamente una rete in complessive 36 partite di campionato. Al termine della stagione 2006-2007 scende di categoria e si accasa al Bradford City, in quarta divisione: qui, nelle stagioni 2007-2008 e 2008-2009 gioca stabilmente da titolare e torna a segnare con regolarità (31 reti in 70 partite di campionato nell'arco del biennio), mentre nella stagione 2009-2010, la sua ultima in carriera, perde il posto in squadra e gioca in totale solamente 9 partite fra tutte le competizioni (7 in campionato e 2 nel Football League Trophy) senza mai segnare.
In carriera ha totalizzato complessivamente 495 presenze e 174 reti nei campionati professionistici inglesi (play-off inclusi), più 25 presenze e 2 reti in FA Cup, 27 presenze e 14 reti in Coppa di Lega, una presenza nel Community Shield e 13 presenze e 7 reti nel Football League Trophy, per un totale complessivo di 561 presenze e 197 reti in carriera in partite ufficiali.

## Palmarès

### Club

#### Competizioni nazionali
- English Football League Trophy: 1

Stoke: 1999-2000